# Ambassade de Madagascar en France
L'ambassade de Madagascar en France est la représentation diplomatique de la république de Madagascar auprès de la République française, depuis que Madagascar est indépendant de la France. Elle est située 4 avenue Raphaël, dans le 16e arrondissement de Paris, la capitale du pays. Son ambassadeur est, depuis 2019, Olivier Hugues Rija Rajohnson.

## Ambassade

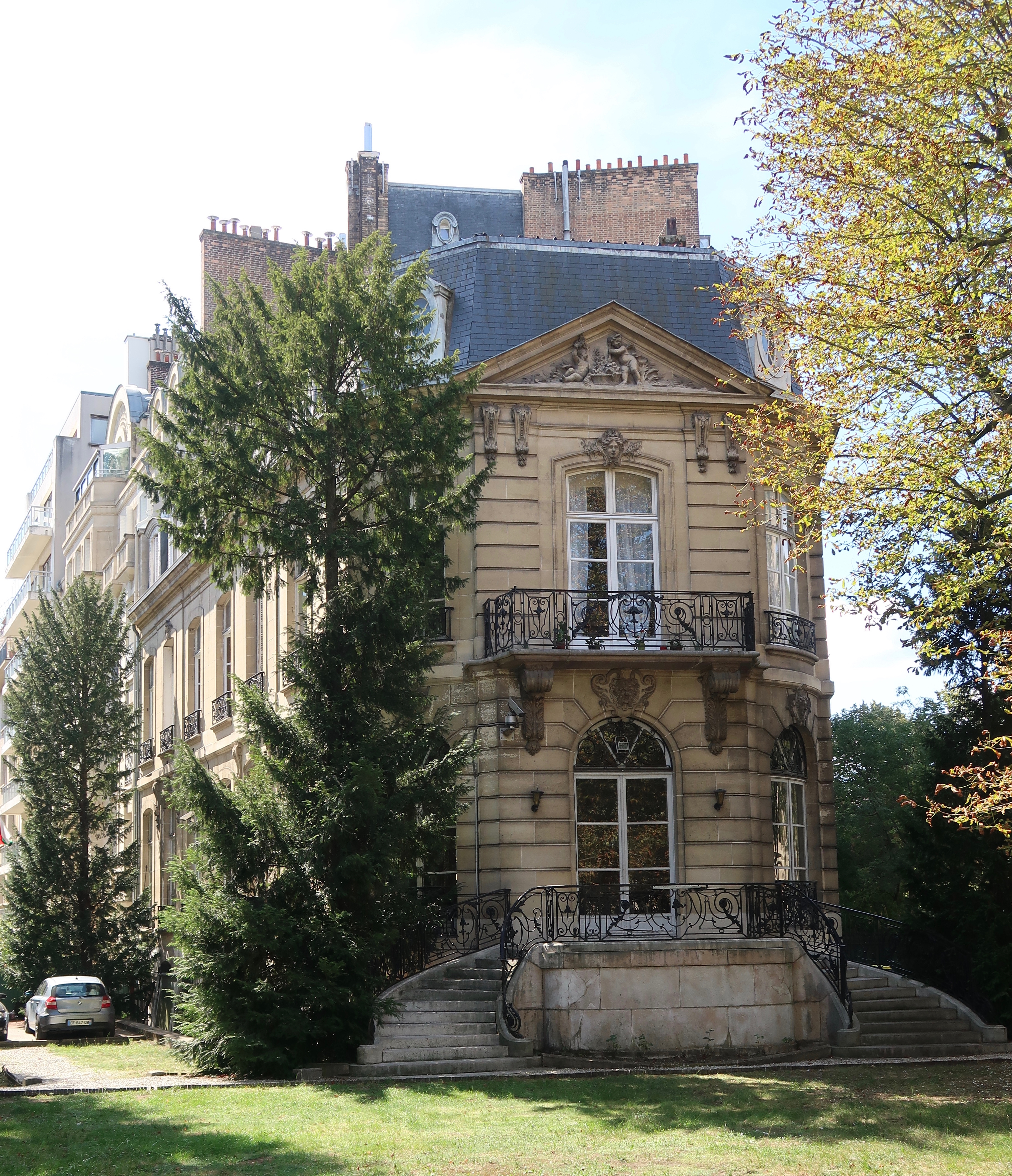
Annexe de l'ambassade, 2 avenue Raphaël.

Le bâtiment de l'avenue Raphaël est un édifice contemporain. Dans le même pâté de maisons, accessible par le 2 avenue Raphaël et le 1 boulevard Suchet, l'ambassade possède également un hôtel particulier. 
Dans le jardin du Ranelagh, qui fait face à l'ambassade, se trouve un Vatolahy symbolisant « la fraternité d'armes franco-malgache »

## Ambassadeurs de Madagascar en France
| Date de nomination | Date de nomination | Date de remise des lettres de créance | Date de remise des lettres de créance | Ambassadeur                                     | Photo |
| ------------------ | ------------------ | ------------------------------------- | ------------------------------------- | ----------------------------------------------- | ----- |
| ?                  |                    | 1960                                  |                                       | Albert Rakoto Ratsimamanga                      |       |
| ?                  |                    | 21 novembre 1973                      | [ JORF 1 ]                            | Armand Rajaonarivelo                            |       |
| ?                  |                    | 29 janvier 1976                       | [ JORF 2 ]                            | Henri Raharijaona (d)                           |       |
| ?                  |                    | 23 février 1984                       | [ JORF 3 ]                            | Jean-Ernest Bezaza                              |       |
| ?                  |                    | 7 décembre 1994                       | [ JORF 4 ]                            | Raymond Anatole Raoelina                        |       |
| ?                  |                    | 7 octobre 1997                        | [ JORF 5 ]                            | Malala Zo Raolison Randrianjanoa Ramahatafandry |       |
| ?                  |                    | 12 novembre 2002                      | [ JORF 6 ]                            | Jean-Pierre Razafy-Andriamihaingo (d)           |       |
| ?                  |                    | 22 avril 2008                         | [ JORF 7 ]                            | Narisoa Rajaonarivony (en)                      |       |
| ?                  |                    | 10 décembre 2019                      | [ JORF 8 ]                            | Olivier Hugues Rija Rajohnson                   |       |

## Consulats
Outre la section consulaire de son ambassade à Paris, Madagascar dispose également de consulats généraux à Marseille et à Saint-Denis (La Réunion).